# Bibliothèque Interdite
La Bibliothèque Interdite est une ancienne maison d'édition indépendante française, créée par Mathieu Saintout en 2004[réf. nécessaire]. Elle éditait sous licence les versions françaises de plusieurs jeux de rôles et de romans, principalement issus des univers de Games Workshop PLC. 
En 2010, la Bibliothèque Interdite a lancé un nouveau label de romans fantastiques, les éditions Eclipse. Au cours de l'été 2012, la Bibliothèque Interdite a fermé ses portes, et son label Eclipse a été transféré aux éditions Panini qui ressort sous son nom certains des romans publiés par Bibliothèque Interdite.

## Jeux de rôles
Bibliothèque Interdite assurait la traduction et publication des jeux de rôles suivants :
- CthulhuTech (en), édité par Wildfire LLC
- Scion, édité par White Wolf Publishing
- Warhammer Fantasy Roleplay, édité par Black Industries, puis Fantasy Flight Games (sous licence Games Workshop)
- Warhammer 40,000 Roleplay, édité par Fantasy Flight Games (sous licence Games Workshop), et qui comprend :
  - Dark Heresy
  - Rogue Trader
  - Deathwatch

## Romans
Jusqu'en janvier 2011, la Bibliothèque Interdite assurait la traduction et publication des romans des univers Warhammer, Warhammer 40,000 et Bloodbowl de la Black Library (une marque de BL Publishing (en), division du groupe Games Workshop PLC).
La Bibliothèque Interdite a aussi publié la traduction française de certains romans de l'univers de Magic: The Gathering de Wizards of the Coast.

### Univers de Games Workshop

#### Romans situés dans l'univers deWarhammer 40,000
- Série Les Fantômes de Gaunt (Dan Abnett)
  - Cycle La Fondation
    - Premier et Unique (Octobre 2005)
    - Les Fantômes (Septembre 2005)
    - Necropolis (Janvier 2006)

  - Cycle La Sainte
    - Garde d’Honneur (Septembre 2006)
    - Les Armes de Tanith (Mai 2007)
    - 30 Centimètres d'Acier (Novembre 2007)
    - Sabbat Mater (Mai 2008)

  - Cycle Les Egarés
    - Le Traître (Novembre 2008)
    - Son Dernier Ordre (Septembre 2009)
    - Armure de mépris (Mai 2010)

- Série Ragnar Crinière Noire (William King)
  - Space Wolf (Décembre 2005)
  - Griffes sanglantes (Février 2009)
  - Chasseur gris (Novembre 2009)

- Série L'Hérésie d'Horus 
  - L'Ascension d'Horus (Dan Abnett) (Avril 2006)
  - Les Faux Dieux (Graham McNeill) (Janvier 2007)
  - La Galaxie en Flammes (Ben Counter) (Juin 2007)
  - La Fuite de l'Eisenstein (James Swallow) (Janvier 2008)
  - La tour foudroyée & Le roi sombre (Dan Abnett & Graham McNeill) (Avril 2008 - recueil de deux nouvelles)
  - Fulgrim (Graham McNeill) (Juin 2008)
  - Le Retour des Anges (Mitchel Scanlon) (Octobre 2008)
  - Légion (Dan Abnett) (Janvier 2009)
  - Mechanicum (Graham McNeill) (Juin 2009)
  - Chroniques de l'hérésie (Dan Abnett) - (Matt Farrer) - (Mike Lee) - (Graham McNeill) - (James Swallow) - (Anthony Reynolds) - (Gav Thorpe) - (Octobre 2009 - recueil de nouvelles)
  - Les Anges Déchus (Mike Lee) (Février 2010)
  - La Bataille des Abysses (Ben Counter) (Septembre 2010)
  - Un Millier de Fils (Graham McNeill) (Novembre 2010)
  - Némésis (James Swallow) (Janvier 2011)

- Trilogie Eisenhorn (Dan Abnett)
  - Xenos (Juin 2006)
  - Malleus (Janvier 2007)
  - Hereticus (Juin 2007)

- Trilogie Ravenor (Dan Abnett)
  - Rencontres (août 2008)
  - Renaissance (Février 2009)
  - Révélations (Septembre 2009)

- Diptyque Blood Angels (James Swallow)
  - Blood Angels : Deus Encarmine (Mars 2007)
  - Blood Angels : Deus Sanguinius (Septembre 2007)

- Série Uriel Ventris (Graham McNeill)
  - Nightbringer (Mars 2008)
  - Les Guerriers d'Ultramar (Avril 2009)
  - Ciel mort, soleil noir (Janvier 2010)
  - Champ de mort (Novembre 2010)
  - Courage et honneur (Janvier 2011)

- Série Ciaphas Cain, Héros de l'Imperium (Sandy Mitchell)
  - Pour l'Empereur (Mars 2009)
  - Le labyrinthe de glace (Septembre 2009)
  - La main du traitre (Mars 2010)

- Série Black Templars (Jonathan Green)
  - La croisade d'Armageddon (Janvier 2010)

- Série Word Bearers (Anthony Reynolds)
  - Apôtre noir (Mai 2010)

- Trilogie Shira Calpurnia (Matthew Farrer)
  - Feux croisés (Juin 2010)

- Série Les Batailles de l'Astartes 
  - Le Monde de Rynn (Steve Parker) (Septembre 2010)
  - Helsearch (Aaron Dembski-Bowden) (Novembre 2010)
  - La Chasse de Voldorius (Andy Hoare) (Janvier 2011)

- Trilogie Tome du feu (Nick Kyme)
  - Salamander (Novembre 2010)

- Série La Garde Impériale (Steve Lyons)
  - La Garde des glaces (Novembre 2010)

- « One Shot »
  - Chevaliers Gris (Ben Counter) (Juillet 2005)
  - Les Anges des Ténèbres (Gavin Thorpe) (Mars 2006)
  - Paroles de Sang (recueil de nouvelles) (Mai 2006)
  - Déluge d’Acier (Graham McNeill) (Novembre 2006)
  - Les Frères du Serpent (Dan Abnett) (Avril 2008)
  - Titanicus (Dan Abnett) (Avril 2009)
  - Night Lord (Simon Spurrier) (Juin 2009)
  - La Prophétie Eldar (C.S. Goto) (Avril 2010)
  - Double Eagle (Dan Abnett) (Septembre 2010)
  - Héros des Space Marines (recueil de nouvelles) (Novembre 2010)

#### Romans situés dans l'univers deWarhammer
- Série L'Âge Des Légendes
  - La Légende de Sigmar (Graham McNeill) :
    - Tome 1: Heldenhammer (2008)
    - Tome 2: Empire (2009)
    - Tome 3: Roi-Dieu (2011)

  - Les morts vont s'éveiller… (Mike Lee) :
    - Nagash le Sorcier (Février 2009)
    - Nagash l'Implacable

  - La Déchirure (Gav Thorpe) :
    - Malekith (2009)
    - Le Roi Fantôme

- Chronique de l'Ambassadeur (Graham McNeill) :
  - L'Ambassadeur (2005)
  - Les Dents d'Ursun (2006)

- Récits Complets
  - Du Sang Pour le Dieu du Sang (C. L. Werner) (2008).
  - L'Empire en Flammes (Anthony Reynolds)
  - Le Flambeau des Rancunes (Gavin Thorpe) (Avril 2009)
  - Le Seigneur de la Peste (C. L. Werner)
  - Les Défenseurs d'Ulthuan (2008) (Graham McNeill)
  - Les Épées de l'Empire (recueil)
  - Les Cavaliers de la mort (Dan Abnett)
  - Les Gardiens de la Forêt (Graham McNeill)
  - Les Rivages Brûlants (Robert Earl)
  - Mark of Chaos (Anthony Reynolds) (2006)
  - Mort ou Damné (Jonathan Green)

- Série Les Chroniques de Malus Darkblade (Dan Abnett et Mike Lee) :
  - La Malédiction (2007)
  - Tempête de Sang (2008)
  - Le faucheur d'Âmes (2008)
  - L'épée de Khaine (Mars 2009)
  - Le Seigneur de la Ruine

- Série Gotrek & Felix (William King & Nathan Long) :
  - Tueur de Trolls (2005)
  - Tueur de Skavens
  - Tueur de Démons
  - Tueur de Dragons
  - Tueur de Monstres (2007)
  - Tueur de Vampires
  - Tueur de Géants
  - Tueur d'Orques
  - Tueur d'Humains
  - Tueur d'Elfes

- Série de La Marque du Chaos (James Wallis) :
  - La Marque de la Damnation (2006)
  - La Marque de l’Hérésie (2008)

- Série du Vampire Geneviève (Jack Yeovil) :
  - Drachenfels (2007)
  - Geneviève (2008)
  - La bête de velours (2008)

- Série Les Armées de l'Empire
  - Richard Williams, Reiksguard (2009);
  - Chris Wraight , La Compagnie de Fer (2009);
  - Mitchel Scanlon, L'Appel aux Armes (2010).

- Série Thanquol & Vorax
  - C. L. Werner, Prophète Gris (2009).

- Série Les Chroniques Von Carstein (Steven Savile) :
  - Héritage (2006);
  - Domination (2006);
  - Châtiment 2007).

#### RomansBloodbowl
- Série Bloodbowl (Matt Forbeck)
  - Bloodbowl (2008)
  - Hors-jeu (Novembre 2008)
  - Mort Subite (Mai 2009)